# Andrés Villena Oliver
Andrés Villena Oliver (Elx, 1980) és un economista i sociòleg espanyol.
Es va llicenciar en economia i ciències de la comunicació. Posteriorment va fer un màster en sociologia aplicada i un altre en sociologia dels problemes socials. Més endavant es va doctorar per la Universitat de Màlaga amb una tesi doctoral sobre els grups de poder a l'alta política espanyola. Des de 2021 treballa com a professor d'economia aplicada a la Universitat Complutense de Madrid. El seu àmbit de recerca s'ha especialitzat en anàlisi de xarxes de poder, en concret a l'estat espanyol. El 2019 va publicar el llibre ‘Las redes de poder en España’ (Roca Editorial, 2019).
Col·labora habitualment amb eldiario.es. També ha col·laborat amb The Huffingtonpost, Diario Público, El Siglo i El Plural, on fou cap de redacció entre 2007 i 2009.